# Século XXII a.C.
Século: Século XXIII a.C. - Século XXII a.C. - Século XXI a.C.
Inicia no primeiro dia do ano 2200 a.C. e termina no último dia do ano 2101 a.C.
(Séc. XXII)

## Eventos

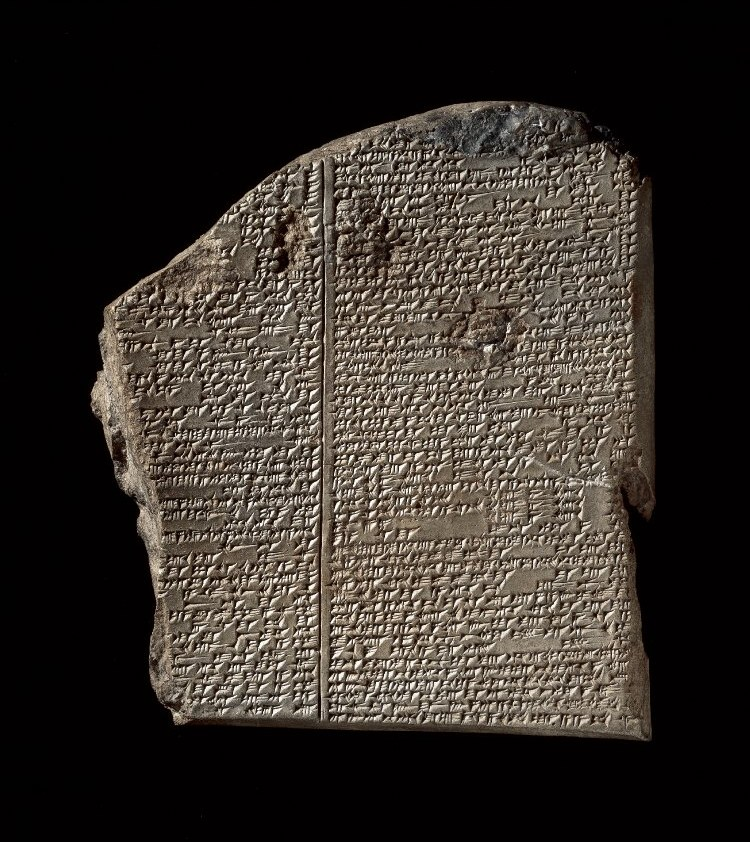
Tablete com relato do Dilúvio do Épico de Gilgamesh na língua acadiana. Gilgamesh morreu séculos antes deste épico ser registrado.

- Evento climático de 4200 ap - um evento de aridificação severa que provavelmente durou todo o século 22 a.C e causou o colapso de várias civilizações do Velho Mundo.
- 2217 a.C. - 2193 a.C.: invasões nômades na Acádia.
- 2200 a.C: Construção do Templo da Raposa no sítio arqueológico do Peru de Buena Vista (Peru), localizada no distrito de Santa Rosa de Quives , província de Canta, na Região de Lima, no sopé dos Andes .
- 2.200 a.C.: os austronésios alcançaram as ilhas Batanes do arquipélago filipino como parte da expansão austronésica.
- 2184 a.C: Data possível para a morte do faraó Pepi II, da VI dinastia egípcia, o monarca reinante mais longo da história com 94 anos no trono.
- 2184 a.C: governo efêmero de Merenré II no Egito.
- 2184 a.C.–2181 a.C.: Reinado de Netjercaré, a última rainha da VI dinastia egípcia, que mais tarde daria origem à lendária figura de Nitócris.
- 2181 a.C.: data estimada para o fim do Império Antigo no Egito Antigo e início do Primeiro Período Intermediário. Outra data proposta é c. 2160 a.C. com o fim da VIII Dinastia. A queda do Reino Antigo pode ter sido causada por uma conjunção de secas severas, forte descentralização do estado e confusão após o reinado extremamente longo de Pepi II.
- 2181 a.C.: início da VIII dinastia egípcia com Mencaré.
- 2180 a.C.: O Império Acadiano foi atacado pelos gútios (Mesopotâmia), um povo montanhês do nordeste.
- 2160 a.C. ou 2130 a.C.: Fim do reinado de Neferircaré II, faraó da VIII dinastia egípcia. Início da IX dinastia egípcia.
- 2160 a.C.: Início do período minóico médio em Creta.
- 2150 a.C.: a cidade-estado de Lagash, na Mesopotâmia, é fundada
- 2150 a.C.–2030 a.C.: O épico de Gilgamesh foi escrito.
- 2144 a.C: Gudea, o governante (patesi) da cidade de Lagash, começou a reinar.
- 2138 a.C.: Babilônia: Um eclipse solar em 9 de maio e um eclipse lunar em 24 de maio ocorreram e acredita-se ser o eclipse duplo que ocorreu 23 anos após a ascensão do rei Sulgi da Babilônia por aqueles que defendem a longa cronologia.
- 2125 a.C - 2055 a.C: XI dinastia egípcia.
- 2124 a.C.: Gudea, o governante (patesi) da cidade de Lagash, falece.
- 2120 a.C.: A estátua votiva de Gudea de Lagash(Iraque) foi feita. Agora está no Louvre.
- 2119 a.C. - 2113 a.C.: (cronologia média), Utuegal, primeiro rei da terceira dinastia de Ur, também chamado de Império Neo-Sumério
- 2116 a.C. - 2110 a.C.: Guerra Uruk – Gútios.
- 2112 a.C. - 2095 a.C.: campanhas sumérias de Ur-Namu.